# Beatrix von Holte

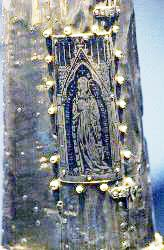
Beatrix von Holte auf dem Stifterbild ihres Armreliquiars

Beatrix von Holte (* um 1250; † 4. Dezember 1327 in Essen) war von 1292 bis zu ihrem Tode Fürstäbtissin des Stifts Essen.
Sie vollendete den von ihrer Vorgängerin Berta von Arnsberg nach dem verheerenden Brand von 1275 begonnenen Neubau des Essener Münsters. Für den Essener Domschatz stiftete sie ein großes Armreliquiar. Beatrix, die nicht unumstritten in ihr Amt gelangte, sicherte die bedrohte wirtschaftliche Existenz des Stiftes, indem sie die Oberhöfe, deren Entfremdung durch Ministeriale drohte, durch Vergleiche oder Rückkauf wieder unter die Kontrolle des Stiftes brachte.

## Zur Person und Quellenlage
Die Akten des Stifts Essen zu Beatrix’ Amtszeit sind teilweise erhalten. Diese betreffen jedoch fast ausschließlich Vorgänge ab ihrer Wahl, so dass über Beatrix Leben vor Antritt des Äbtissinnenamts nur sehr wenig bekannt ist. Daraus, dass sie 1273 im Stift Vreden Pröpstin war, wird geschlossen, dass sie zu diesem Zeitpunkt bereits eine gereifte Frau war. Ein Geburtsdatum um 1250, möglicherweise auch früher, ist daher wahrscheinlich (Das der Pröpstin übergeordnete Amt einer Äbtissin setzte ein Mindestalter von 25 Jahren voraus). Es ist möglich, dass Beatrix ihre Ausbildung in einem Stift erfuhr, wie es für junge Frauen aus adeligen Geschlechtern üblich war, letztendlich jedoch nicht bewiesen. Das Geschlecht derer von Holte war ein altes Edelherrengeschlecht. Ursprünglich aus der Gegend um Osnabrück stammend, hatten sich die Angehörigen des Geschlechtes wegen Schwierigkeiten mit den Bischöfen von Münster, die 1147 zur Zerstörung des Stammsitzes der Familie geführt hatten, an den Niederrhein zurückgezogen, wo sie zu den Gefolgsleuten der Grafen von Berg zählten. Zu Beatrix Zeit waren diese Schwierigkeiten mit dem Bischof von Münster überwunden, Mitglieder der Familie saßen im dortigen Domkapitel. Sie war die Tochter des Wikbold von Holte und dessen Gemahlin Wolderadis Dreigvörden. Ihr Bruder Wigbold († 1304) war Erzbischof von Köln.

## Die Situation im Stift Essen 1292
Die Wahl Beatrix von Holtes hängt mit der Situation im Stift Essen im 13. Jahrhundert zusammen. Das Stift war zwar reichsunmittelbar, hatte aber die Nähe zu den Herrschern, die es in ottonischer und salischer Zeit gehabt hatte, verloren. Geographisch lag das Stift mit seinen Besitztümern entlang des Hellwegs, diese Lage war strategisch wichtig. Ohne die direkte Königsnähe war die Landeshoheit der Äbtissinnen durch die Vögte bedroht gewesen. Beatrix Vorgängerin hatte durch politisch geschicktes Taktieren erreicht, dass die Vogtei von einer Herrenvogtei zu einer reinen Schirmvogtei wurde: Der Vogt durfte keine Abgaben von Stiftsuntertanen mehr erheben, die Verantwortung für den militärischen Schutz der Immunität fiel an die Dienstmannen der Äbtissinnen, aus deren Mitte auch der oberste Richter kam. Die Einflussnahme über die Vogtei waren dadurch begrenzt. Die an einer Einflussnahme interessierten mächtigen Nachbarn, das Erzbistum Köln einerseits, die Grafen von der Mark andererseits, verlagerten ihre Bemühungen daher auf die Wahl ihnen politisch zugeneigter Äbtissinnen. Der Kölner Erzbischof Siegfried von Westerburg hatte, nachdem der Papst ihn von den nach der Schlacht von Worringen geleisteten Eiden entbunden hatte, versucht, Berta von Arnsberg ihres Amtes zu erheben, indem er sie vor seinem Gericht schwerster Verbrechen, wie Simonie, Missachtung des ihr vom Kölner Offizial auferlegten Kirchenbanns, Einlassen mit Betrügern wie Tile Kolup und Verschleuderung von Kirchengütern anklagen ließ. Diesem Prozess, zu dem man sie nach Köln vorgeladen hatte, war Berta ferngeblieben, worauf der Erzbischof sie für abgesetzt erklärt hatte. Mit Unterstützung der Essener Pröbstin Mechthild von Rennenberg erklärte er seine Nichte Irmgard von Wittgenstein zur Essener Äbtissin, die er wenig zuvor bereits als Äbtissin in Herford installiert hatte. Da Berta von Arnsberg bereits 1245 die Exemtion des Stifts durch Papst Innozenz IV. hatte bestätigen lassen und dieses nach dem Prozess nochmals aus Rom bestätigt wurde, stand sie jedoch nicht unter der Rechtsprechung des Bistums Köln und blieb bis zu ihrem Tod am 8. Januar 1292 rechtmäßige Äbtissin. Ein halbes Jahr vor ihr war der Obervogt des Stiftes, König Rudolf von Habsburg, der sich als Vogt durch Eberhard I. von der Mark als Untervogt auf Lebenszeit hatte vertreten lassen, verstorben.

## Die Wahl der Beatrix von Holte

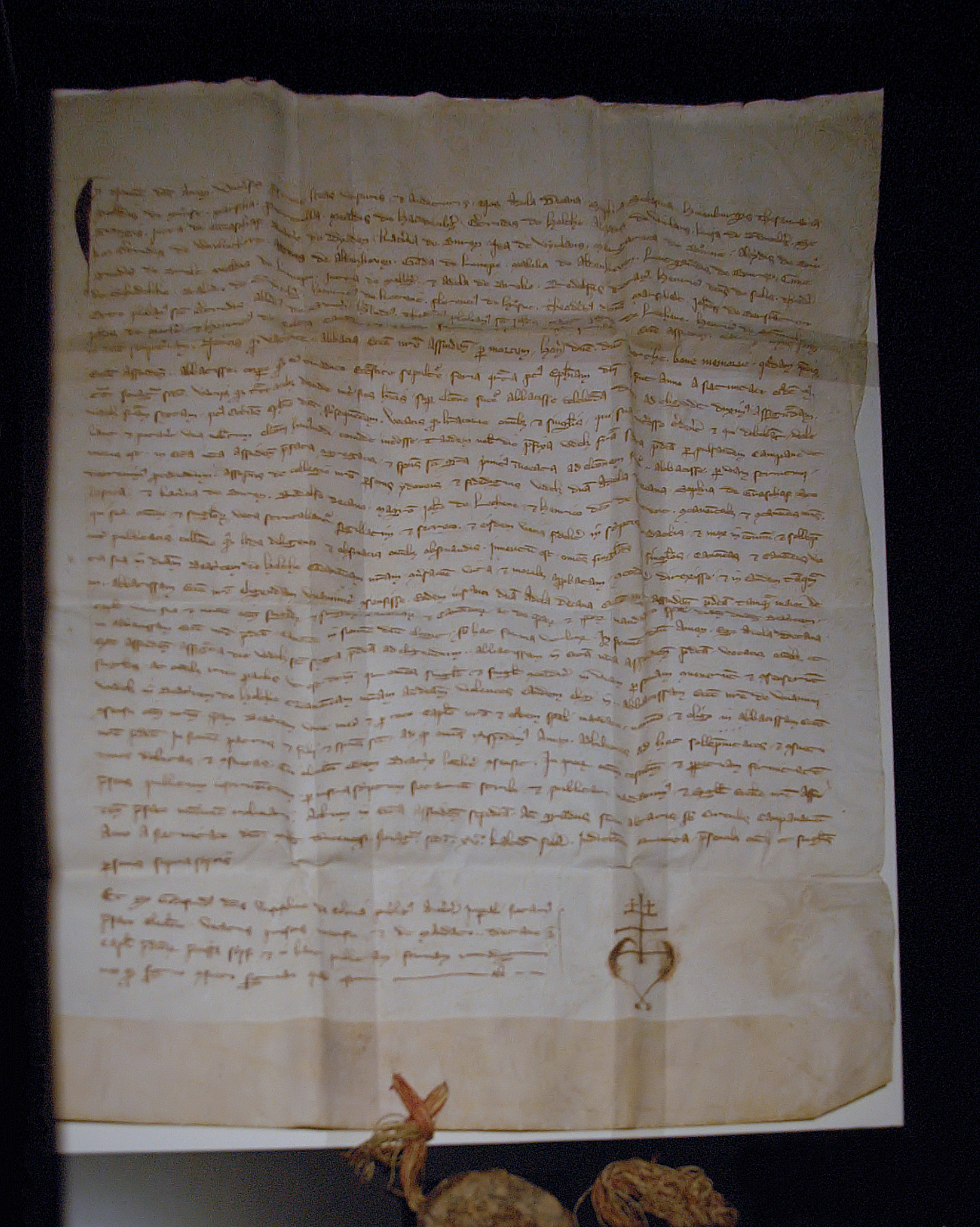
Wahlurkunde der Beatrix von Holte in der Ausstellung Gold vor Schwarz

Die Erlangung der Vogtei über Essen konnte der Kölner Erzbischof auf zwei Wegen erreichen: zum einen dadurch, dass er nunmehr Irmgard von Wittgenstein durchsetzen und sich von ihr ernennen ließ, zum anderen konnte er sich die Vogtei vom neuzuwählenden König als Gegenleistung für die Kurstimme versprechen lassen. Für Eberhard von der Mark als bisherigen Untervogt und das Stift galt es, den Kölner Plänen zuvorzukommen, was mit der Wahl der Beatrix von Holte auch erreicht wurde. Beatrix entstammte einem ursprünglich bei Osnabrück ansässigen westfälischen Geschlecht, das wegen Streitigkeiten mit dem Bischof von Münster auf seine Besitzungen am Niederrhein ausgewichen war und dort zu den Gefolgsleuten der Grafen von der Mark zählte. Eberhard von der Mark nahm auch wesentlichen Einfluss auf die Wahl. Bereits zehn Tage nach dem Tod Berta von Arnsbergs erschien er in Begleitung seiner Gattin Irmgard wie auch seines Schwagers Adolf von Berg in Essen und ließ sich von der Dechantin und dem Kapitel des Stifts zum neuen Vogt bestimmen. Ziel dieser Hast war, die Stellung als Vogt von den erwarteten Streitigkeiten nach der Wahl einer neuen Äbtissin getrennt zu halten. Im Anschluss daran schritt man zur Neuwahl der Äbtissin, die hierüber errichtete Urkunde ist die erste erhaltene ihrer Art für das Essener Stift. Sechsundzwanzig Stiftsdamen und sechzehn Kanoniker stimmten ab, wobei noch nicht einmal alle Wahlberechtigten anwesend waren: Sowohl die Pröpstin Mechthild von Renneberg wie auch die Kölner Kandidatin Irmgard von Wittgenstein fehlen unter den Abstimmenden, möglicherweise befanden sich diese zu politischen Besprechungen in Köln und waren vom schnellen Handeln der märkischen Seite überrascht worden. Beatrix von Holte stimmte ebenfalls nicht ab, erhielt aber alle abgegebenen Stimmen. Ob dieses Wahlergebnis durch die Anwesenheit der bewaffneten Herren von der Mark und Berg nebst ihrem sicher ebenfalls bewaffneten Gefolge in Essen beeinflusst wurde, ist nicht bekannt, aber auch nicht auszuschließen. Mit Beatrix von Holte, die bereits seit 1273 Pröpstin im Stift Vreden war, wurde eine reifere und dem Stift Essen bisher fernstehende Frau gewählt, die zudem über keine einflussreiche Familie verfügte. Ziel der Wahl war sicher auch, den Konflikt zwischen Essen und dem Bistum Köln nicht weiter zu vertiefen. Tatsächlich gelang es Beatrix, die kölnfreundliche Pröbstin zur Aufgabe des Widerstands zu bewegen. Der Aussöhnung war auch förderlich, dass 1297 Beatrix’ Bruder Wigbold von Holte mit Unterstützung der Grafen von der Mark zum Kölner Erzbischof gewählt wurde. Die Gegenäbtissin Irmgard von Wittgenstein verzichtete feierlich im Juni 1298 gegenüber Wigbold auf ihre Ansprüche auf die Abtei Essen.
Trotzdem gab es weitere Spannungen, denn die päpstliche Bestätigung für Beatrix, um die bereits am Tag der Wahl ersucht worden war, stand beim Tode Wigbolds 1304 noch aus. Ein damals umlaufendes Gerücht, Wigbold sei durch seinen Leibkoch, der zuvor in Beatrix’ Diensten gestanden hatte, vergiftet worden, deutet auf fortdauernde Spannungen zwischen dem Bistum Köln und dem Stift Essen hin, die auch durch Familienbande nicht überwunden wurden. Erst im April 1309, siebzehn Jahre nach der Wahl und elf Jahre nach dem Verzicht der Gegenäbtissin, wurde Beatrix durch den Bischof von Minden im Auftrag des Papstes in ihr Amt eingesetzt. Wenig später erfolgte die weltliche Bestätigung durch den König.

## Beatrix’ Regentschaft

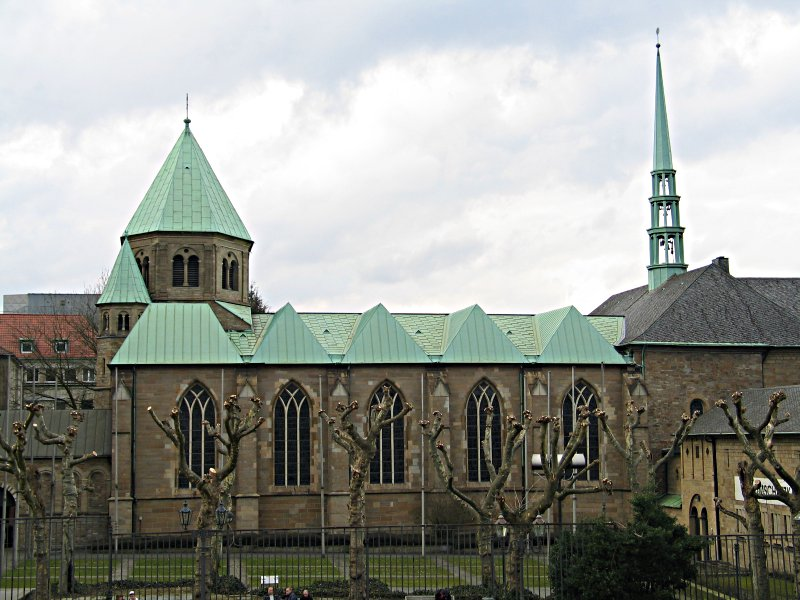
Unter Beatrix von Holte wurde das Essener Münster in seiner heutigen Gestalt als gotische Hallenkirche vollendet

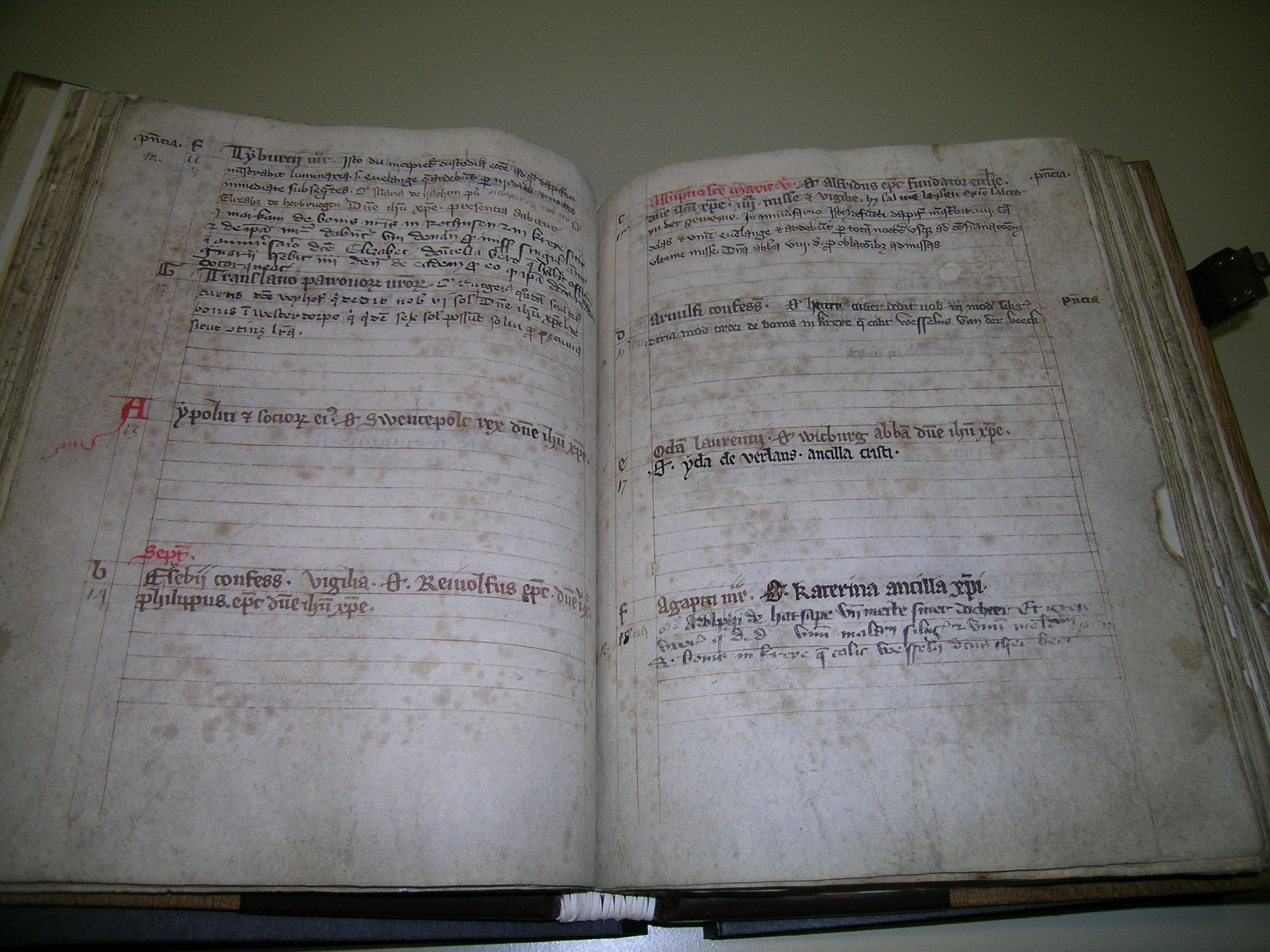
Die während Beatrix Abbatiat neu angelegte Handschrift des Essener Nekrologs, aufgeschlagen ist der 15. August mit der Eintragung von „Altfridus epc. fundator ecclie.“

Trotz der Umstände bei und nach ihrer Wahl, die als erster Essener Äbtissinnenstreit gilt, war Beatrix von Holte eine kluge und tatkräftige Äbtissin. Unter ihr wurde der Neubau des Essener Münsters vollendet, das 1275 abgebrannt war. Ablassprivilegien, die dem Stift 1311 und 1325 verliehen wurden, dienten der Aufstockung der durch den Bau erschöpften Mittel. An Details der Baugestaltung lässt sich feststellen, dass die politische Situation Einfluss auf die Baugestaltung hatte: 1297, als ihr Bruder Wigbold in Köln Bischof wurde, wurde in Essen die südliche Langhauswand gebaut, deren Einzelformen denen an der Seitenwand des Kölner Domchores ähneln. Um 1304, nach dem erneuten Bischofswechsel in Köln, wurden in Essen wieder einfache Rundpfeiler statt Bündelpfeiler errichtet. Beatrix nahm dabei den Konflikt mit ihrem Baumeister in Kauf, der sich 1305 urkundlich verpflichtete, der Baustelle fernzubleiben. Der Hallenchor der Stiftskirche wurde 1305 fertig, Beatrix feierliche Einsetzung als Äbtissin fand 1309 dort statt. Als letzter Bauabschnitt des Neubaus wurde 1315 das Langhaus fertig, in diesem Jahr stiftete Beatrix einen Altar für die Heilige Maria Magdalena, der im Langhaus stand. Die fertiggestellte Kirche wurde an einem 8. Juli geweiht, wahrscheinlich im Jahr 1316, in dem Beatrix eine Gedächtnisstiftung für König Rudolf von Habsburg errichtete. Möglicherweise mit der Weihe der neuen Kirche in Zusammenhang zu bringen ist auch das Armreliquiar der Heiligen Cosmas und Damian, das sich noch heute im Domschatz befindet.
Beatrix war die erste Essener Äbtissin, die die seit 1227 ausgebaute Residenz Borbeck als Herrschaftszentrum nutzte. Von dort kümmerte sie sich auch um die wirtschaftlichen Belange des Stiftes. Diese waren bedroht gewesen, da die Ministerialen begonnen hatten, ihnen verliehene Ämter, wie die der Schultheißen der Oberhöfe, als erblich zu beanspruchen. Der Verlust des Rechtes, durch Tod freiwerdende Ämter neu zu vergeben, hätte einen wesentlichen Einflussverlust der Äbtissinnen in ihrem Fürstentum bedeutet, zudem drohten die Entfremdung von Stiftsvermögen aufgrund fehlender Kontrolle über die Amtsinhaber. Beatrix gelang es durch Vergleiche oder den Rückkauf von Rechten, die Ministerialen in die Wirtschaft und Verwaltung des Stiftes zu integrieren, gleichzeitig aber in die Schranken zu verweisen. 1307 konnte sie die Präbenden der Sanctimonialen und Kanoniker aufbessern, in derselben Urkunde regelte sie „ähnlich dem Testament der Theophanu“, wie ihrer Seele im Jahr nach ihrem Tod gedacht werden sollte.
Ein weiterer Schwerpunkt Beatrix war die Förderung der Beginen in Essen. Bereits 1293 bestätigte sie die Statuten des Essener Beginenkonvents „Am Turm“. Außerdem veranlasste sie die Gründung des Konvents „Im alten Hagen“, dessen Statuten sie 1299 bestätigte. 1314 versetzte Beatrix Beginen aus dem Essener Konvent „Im Zwölfling“ in das neue Konvent „Am Dunkhaus“ und überließ ihnen eine Hofstätte mit der Verpflichtung, für das Seelenheil der Äbtissin und des Kapitels zu beten. Beatrix regelte auch, dass die Beginen dieses Konvents ihre Beichte möglichst vor einem Franziskaner-Minoriten ablegen sollten, 1317 unterstützte Beatrix die Stiftsdamen Agnes und Mabila von Aldenhoven bei der Errichtung eines Hauses in der Stiftsimmunität, das auswärtigen Ordensbrüdern als Unterkunft dienen sollte. Bemerkenswert an Beatrix Förderung des Beginentums ist, dass sie gegen die Entscheidung des Konzils von Vienne von 1311 erfolgte. Auch die Stiftungen des Martinsaltares 1311 und des Maria-Magdalenen-Altars 1315 in der Essener Münsterkirche belegen, dass mit dem Münsterbau in Essen eine Phase des religiösen Aufschwungs einherging. In diesem Zusammenhang steht auch die Erhebung der Reliquien des Heiligen Altfrid, des Gründers des Stiftes Essen. Der Schrein, in dem noch heute die Reliquien Altfrids ruhen, orientiert sich an den um 1265 errichteten Reliquientumben der Heiligen Gero, Irmgardis und Engelbert I. von Berg im Kölner Dom. Während Beatrix Abbatiat wurde auch der Nekrolog, in dem die Memorialverpflichtungen des Stiftes niedergelegt waren, neu geschrieben.
Beatrix von Holte verstarb am 4. Dezember 1327 nach 35 Amtsjahren als Äbtissin und wurde vor dem von ihr gestifteten Maria-Magdalenen-Altar in der Stiftskirche bestattet. In ihrer Jenseitsvorsorge orientierte sich Beatrix deutlich am sogenannten Testament ihrer Vorgängerin Theophanu, was Beatrix Anspruch als Äbtissin und Reichsfürstin unterstrich: Detailliert ist aufgeführt, dass im ersten Monat nach dem Tod täglich und danach im ersten Jahr an jedem dreißigsten Tag eine Messe von zwei Kanonikern gelesen werden sollte, außerdem ein Jahr lang täglich eine Seelenmesse für sie und alle Seelen.

## Das Armreliquiar

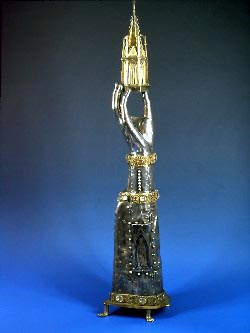
Das Armreliquiar Beatrix von Holtes

Das Armreliquiar, das Beatrix dem Stiftschatz zufügte, ist in gotischen Formen gehalten. Mit 72 cm vom Grund bis zur Spitze des krönenden Türmchens ist es eines der größten Armreliquiare des Mittelalters. Das Reliquiar ist aus Silber über einem Holzkern gefertigt, Verzierungen sind aus Filigran, Edelsteinen und Perlen. Die Hand ist ohne Holzkern aus Silberblech getrieben. Als sogenanntes „sprechendes“ Reliquiar erlaubt seine Form einen Rückschluss auf die enthaltene Reliquie, in diesem Fall einen Armknochen des Heiligen Cosmas, eines der Patrone des Essener Stifts. Das Reliquiar steht auf einer blattförmigen Grundplatte, die von vier vierklauigen Füßen getragen wird. Am Arm sind Ober- und Untergewand angedeutet, die Säume der einzelnen Gewänder werden durch Borten, die aus Goldfiligran und Edelsteinen gebildet sind, betont. Auf der Vorderseite des Armes befindet sich eine Klappe, die von Perlen begleitet wird, auf dieser Klappe ist das in Niellotechnik ausgeführte Stifterbild angebracht. Das Stifterbild zeigt Beatrix als Sanctimoniale, gekleidet mit Schleier, einem Gewand mit weiten Ärmeln und einem Mantel, mit betend zusammengelegten Händen in der Tradition zeitgenössischer Heiligenbilder. Die die Figur umgebende Inschrift des Stifterbildes lautet BEATIX ABBA ASNIDN DE HOLTHE FIERI FECIT (Beatrix, Abt von Essen, von Holte befahl mich zu fertigen.). Das Armreliquiar wird gekrönt von einem als gotische Architektur gestalteten sechseckigen Türmchens, das vergoldet ist und Reliquien der Heiligen Barbara enthält. Die Haube des Türmchens ist aufklappbar.
Ein kunsthistorisch vergleichbares Reliquiar ist das Armreliquiar der Heiligen Felicitas, das aus dem Stift St. Felicitas in Vreden stammt und heute in der Domkammer Münster aufbewahrt wird. Dieses Reliquiar wird auf um 1250 datiert und war Beatrix von Holte, die vor ihrer Wahl zur Essener Äbtissin dort Pröbstin war, daher bekannt. Der Herstellungsort des Essener Reliquiars ist nicht bekannt. Humann nahm Köln als Herstellungsort an, was aufgrund der Spannungen zwischen Stift und den dortigen Erzbischöfen fraglich ist, eine Herstellung im Rheinland gilt aber als sicher. Das Stift Essen besaß seit Beatrix Vorgängerin Berta von Arnsberg eigene Silberminen, so dass eine Herstellung in Essen möglich ist.
Der konkrete Anlass, zu dem das Reliquiar gestiftet wurde, ist nicht bekannt. Wegen des ungewöhnlichen Türmchens und auch weil der Heilige Cosmas einer der Patrone des Stifts und der unter Beatrix vollendeten Münsterkirche ist, wird angenommen, dass Beatrix das Reliquiar zur Weihe ihres vollendeten Kirchenbaus stiftete. Reliquien des Heiligen Cosmas waren in Essen bereits vorhanden, beispielsweise in dem als Marsus-Schrein bezeichneten Sammelreliquiar. Möglicherweise wurde es auf dem Magdalenenaltar, den Beatrix gestiftet hatte, und damit hinter ihrem Grab aufgestellt, so dass ihr Bild sie den Sanctimonialen und Kanonikern vergegenwärtigte und damit ihre Memoria sicherte.

## Würdigung
Beatrix wie auch ihrer Vorgängerin Berta von Arnsberg fehlt der Glanz der kaiserlichen Abstammung, der Essens bedeutendste Äbtissinnen Mathilde, Sophia und Theophanu in den Mittelpunkt des Interesses gerückt hat. Durch den Wiederaufbau der Stiftskirche, die wirtschaftliche Konsolidierung des Stiftes und die Abwehr der kölnischen Expansionsgelüste steuerte Beatrix das Stift aus einer existenzbedrohenden Krise und sicherte so den Fortbestand als eigenständiges Reichsfürstentum.

## Belegstellen
1. ↑  Haupt- und Staatsarchiv Düsseldorf Stift Essen 133 und 135 (2 Ausfertigungen).
2. ↑  Abschrift der Wahlanzeige Haupt- und Staatsarchiv Düsseldorf Stift Essen 134.